# Copa do Mundo de Esqui Alpino de 1970
A Copa do Mundo de Esqui Alpino de 1970 foi a quarta edição da Copa do Mundo, ela foi iniciada em dezembro de 1969 na França e finalizada em março de 1970 na Noruega.
O austríaco Karl Schranz venceu no masculino, enquanto no feminino a francesa Michèle Jacot.

## Calendário

### Legenda
| DH | downhill     |
| GS | giant slalom |
| SL | slalom       |

### Masculino
| Corrida | Data           | Local                                         | Evento | Campeão          | Segundo              | Terceiro          |
| 1       | 11 Dec 1969    | Val d'Isère, France                           | GS     | Gustav Thöni     | Patrick Russel       | Jean-Noël Augert  |
| 2       | 14 Dec 1969    | Val d'Isère, France                           | DH     | Malcolm Milne    | Jean-Daniel Dätwyler | Karl Schranz      |
| 3       | 20 Dec 1969    | Lienz, Austria                                | GS     | Patrick Russel   | Gustav Thöni         | Jacob Tischhauser |
| 4       | 21 Dec 1969    | Lienz, Austria                                | SL     | Jean-Noël Augert | Herbert Huber        | Spider Sabich     |
| 5       | 4 January 1970 | Hindelang, West Germany                       | SL     | Gustav Thöni     | Patrick Russel       | Jean-Noël Augert  |
| 6       | 5 January 1970 | Adelboden, Switzerland                        | GS     | Karl Schranz     | Sepp Heckelmiller    | Dumeng Giovanoli  |
| 7       | 10 Jan 1970    | Wengen, Switzerland                           | DH     | Henri Duvillard  | Karl Cordin          | Heinrich Messner  |
| 8       | 11 Jan 1970    | Wengen, Switzerland                           | SL     | Patrick Russel   | Dumeng Giovanoli     | Henri Bréchu      |
| 9       | 17 Jan 1970    | Kitzbühel, Austria                            | GS     | Dumeng Giovanoli | Andrzej Bachleda     | Karl Schranz      |
| 10      | 18 Jan 1970    | Kitzbühel, Austria                            | SL     | Patrick Russel   | Gustav Thöni         | Jean-Noël Augert  |
| 11      | 20 Jan 1970    | Kranjska Gora, Yugoslavia                     | GS     | Dumeng Giovanoli | Patrick Russel       | Georges Mauduit   |
| 12      | 23 Jan 1970    | Megève, France                                | DH     | Karl Schranz     | Heinrich Messner     | Henri Duvillard   |
| 13      | 25 Jan 1970    | Megève, France                                | SL     | Patrick Russel   | Alain Penz           | Henri Bréchu      |
| 14      | 29 Jan 1970    | Madonna di Campiglio, Italy                   | GS     | Gustav Thöni     | Dumeng Giovanoli     | Jean-Noël Augert  |
| 15      | 30 Jan 1970    | Madonna di Campiglio, Italy                   | GS     | Gustav Thöni     | Edmund Bruggmann     | Jean-Noël Augert  |
| 16      | 31 Jan 1970    | Madonna di Campiglio, Italy                   | SL     | Henri Bréchu     | Gustav Thöni         | Dumeng Giovanoli  |
| 17      | 1 Feb 1970     | Garmisch, West Germany                        | DH     | Karl Schranz     | Karl Cordin          | Franz Vogler      |
| 18      | 8 Feb 1970     | Val Gardena, Italy (1970 World Championships) | SL     | Jean-Noël Augert | Patrick Russel       | Billy Kidd        |
| 19      | 10 Feb 1970    | Val Gardena, Italy (1970 World Championships) | GS     | Karl Schranz     | Werner Bleiner       | Dumeng Giovanoli  |
| 20      | 15 Feb 1970    | Val Gardena, Italy (1970 World Championships) | DH     | Bernhard Russi   | Karl Cordin          | Malcolm Milne     |
| 21      | 21 Feb 1970    | Jackson Hole, USA                             | DH     | Karl Cordin      | Bernard Orcel        | Henri Duvillard   |
| 22      | 22 Feb 1970    | Jackson Hole, USA                             | SL     | Alain Penz       | Henri Bréchu         | Gustav Thöni      |
| 23      | 27 Feb 1970    | Vancouver, Canada                             | GS     | Alain Penz       | Werner Bleiner       | Patrick Russel    |
| 24      | 28 Feb 1970    | Vancouver, Canada                             | SL     | Alain Penz       | Gustav Thöni         | Patrick Russel    |
| 25      | 6 Mar 1970     | Heavenly Valley, USA                          | SL     | Alain Penz       | Rick Chaffee         | Heinrich Messner  |
| 26      | 8 Mar 1970     | Heavenly Valley, USA                          | GS     | Patrick Russel   | Werner Bleiner       | Karl Schranz      |
| 27      | 13 Mar 1970    | Voss, Norway                                  | GS     | Werner Bleiner   | Jean-Noël Augert     | Karl Schranz      |
| 28      | 15 Mar 1970    | Voss, Norway                                  | SL     | Patrick Russel   | Jean-Noël Augert     | Henri Bréchu      |

Source:

### Feminino
| Corrida | Data        | Local                                         | Evento | Campeã              | Segundo             | Terceiro            |
| 1       | 10 Dec 1969 | Val d'Isère, France                           | GS     | Françoise Macchi    | Barbara Ann Cochran | Michèle Jacot       |
| 2       | 12 Dec 1969 | Val d'Isère, France                           | SL     | Michèle Jacot       | Barbara Ann Cochran | Florence Steurer    |
| 3       | 19 Dec 1969 | Lienz, Austria                                | GS     | Judy Nagel          | Michèle Jacot       | Barbara Ann Cochran |
| 4       | 20 Dec 1969 | Lienz, Austria                                | SL     | Judy Nagel          | Ingrid Lafforgue    | Bernadette Rauter   |
| 5       | 3 Jan 1970  | Oberstaufen, West Germany                     | SL     | Bernadette Rauter   | Isabelle Mir        | Françoise Macchi    |
| 6       | 4 Jan 1970  | Oberstaufen, West Germany                     | GS     | Michèle Jacot       | Françoise Macchi    | Barbara Ann Cochran |
| 7       | 6 Jan 1970  | Grindelwald, Switzerland                      | SL     | Michèle Jacot       | Betsy Clifford      | Marilyn Cochran     |
| 8       | 9 Jan 1970  | Grindelwald, Switzerland                      | DH     | Isabelle Mir        | Annie Famose        | Florence Steurer    |
| 9       | 13 Jan 1970 | Badgastein, Austria                           | SL     | Ingrid Lafforgue    | Betsy Clifford      | Dominique Mathieux  |
| 10      | 15 Jan 1970 | Badgastein, Austria                           | DH     | Isabelle Mir        | Florence Steurer    | Michèle Jacot       |
| 11      | 17 Jan 1970 | Maribor, Yugoslavia                           | GS     | Annemarie Pröll     | Florence Steurer    | Barbara Ann Cochran |
| 12      | 18 Jan 1970 | Maribor, Yugoslavia                           | SL     | Barbara Ann Cochran | Britt Lafforgue     | Bernadette Rauter   |
| 13      | 22 Jan 1970 | St. Gervais, France                           | SL     | Kiki Cutter         | Ingrid Lafforgue    | Florence Steurer    |
| 14      | 24 Jan 1970 | St. Gervais, France                           | GS     | Françoise Macchi    | Annemarie Pröll     | Judy Nagel          |
| 15      | 30 Jan 1970 | Garmisch, West Germany                        | DH     | Françoise Macchi    | Wiltrud Drexel      | Michèle Jacot       |
| 16      | 1 Feb 1970  | Abetone, Italy                                | GS     | Britt Lafforgue     | Marie Jean-Georges  | Judy Nagel          |
| 17      | 2 Feb 1970  | Abetone, Italy                                | SL     | Ingrid Lafforgue    | Judy Nagel          | Dominique Mathieux  |
| 18      | 11 Feb 1970 | Val Gardena, Italy (1970 World Championships) | DH     | Annerösli Zryd      | Isabelle Mir        | Annemarie Pröll     |
| 19      | 13 Feb 1970 | Val Gardena, Italy (1970 World Championships) | SL     | Ingrid Lafforgue    | Barbara Ann Cochran | Michèle Jacot       |
| 20      | 14 Feb 1970 | Val Gardena, Italy (1970 World Championships) | GS     | Betsy Clifford      | Ingrid Lafforgue    | Françoise Macchi    |
| 21      | 21 Feb 1970 | Jackson Hole, USA                             | DH     | Isabelle Mir        | Annie Famose        | Michèle Jacot       |
| 22      | 22 Feb 1970 | Jackson Hole, USA                             | SL     | Ingrid Lafforgue    | Barbara Ann Cochran | Betsy Clifford      |
| 23      | 27 Feb 1970 | Vancouver, Canada                             | GS     | Michèle Jacot       | Barbara Ann Cochran | Judy Nagel          |
| 24      | 1 Mar 1970  | Vancouver, Canada                             | SL     | Ingrid Lafforgue    | Britt Lafforgue     | Betsy Clifford      |
| 25      | 12 Mar 1970 | Voss, Norway                                  | GS     | Ingrid Lafforgue    | Wiltrud Drexel      | Annemarie Pröll     |
| 26      | 14 Mar 1970 | Voss, Norway                                  | SL     | Rosi Mittermaier    | Florence Steurer    | Britt Lafforgue     |

Source: